# Charlotte Anne Bongaerts
Charlotte Anne Bongaerts (13 september 1989) is een Vlaamse actrice.
Bongaerts behaalde haar master drama (afstudeerrichting woordkunst) in 2012 aan het Leuvense Lemmensinstituut.
In het theater bracht ze bij Braakland/ZheBilding solo Naast / Hinterland van Sara Vertongen, ook met voorstellingen tijdens Theater Aan Zee in 2012, en speelde ze bij DE MAAN in Exit.
In de langspeelfilm De behandeling van Hans Herbots uit 2014 vertolkte ze Brenda Seghers. De rol van de ambitieuze Sarah in de film Image van Adil El Arbi en Bilall Fallah uit 2014 had ze te danken aan het meespelen in de televisieserie Bergica van beide regisseurs.
Haar eerste belangrijke rol in een televisieserie kreeg ze in 2013 als jonge Miranda Janssen in Crème de la Crème. In Deadline 25/5 was ze Marijke Hendrickx. In de televisieserie Vriendinnen (winterseizoen 2014-2015) speelde ze jongste dochter Laura Demuynck van Eva en Peter, de dochter die even flirt met punk, en dan de studies geneeskunde aanvat waarna ze - ook voor de familie - als arts actief is. Daarnaast vertolkte ze ook kleinere rollen en gastrollen in onder meer Dubbelleven, Rox, Bergica, Binnenstebuiten, Vermist, Buck, De regel van 3S, Aspe en De Ridder. In 2018 speelde ze de pro-Deoadvocaat van Professor T. in de gelijknamige serie. Haar eerste hoofdrol speelde ze in de serie Gent-West, waarin ze het personage van Samantha ‘Sam’ Beckers vertolkt. De serie ging in 2017 in première op Telenet en verscheen begin 2018 op Vier. In 2021 vertolkte ze rollen in de televisieseries Fair Trade en Mijn Slechtste Beste Vriendin.

## Filmografie
- Dubbelleven (2010)
- ROX (2011) - als Miss Diamond
- Bergica (2012)
- Crème de la Crème (2013) - als tiener Miranda 'Mira' Janssen
- Binnenstebuiten (2013) - als Cathy Bassier
- De behandeling (2014) - als Brenda Seghers
- Vermist (2014) - als Inez Daels
- Aspe - als Yolanda Wauters
- Deadline 25/5 (2014) - als Marijke Hendrickx
- Follow: Tall Tales from a Small City (2014) - als Julie
- Image (2014) - als Sarah
- De Ridder (2014-2015) - als Stefanie Delvaux
- Vriendinnen (2015) - als Laura Demuynck
- Terug naar morgen (2015) - als Griet
- De Bunker (2015) - als Elise Depoorter
- Professor T. (2016) - als rechter
- Achter de wolken (2016) - als de jonge Emma
- Allemaal Chris (2017) - als Aurélie
- Alleen Eline (2017) - als An-Sofie
- Chocolate (2017) - als Ellen
- Gent-West (2017-2018) - als Samantha Beckers
- Buck (2018) - als Gitte Devrieze
- Professor T. (2018) - als Rosalinde Dietrich
- Gevoel voor tumor (2018) - als Eva
- De regel van 3S (2018-2019) - als Sofie
- Morten (2019) - als Eva Laurillard
- Cruise Control (2020) - als Marly
- Mijn Slechtste Beste Vriendin (2021-2022) - als Helena 'De Zwaan' Roosenbergh
- Fair Trade (2021) - als Katja
- Red Sandra (2021) - als Leen
- Match (2021) - als Lise
- Dansaertvlamingen (2023) - verschillende rollen
- 3Hz (2023) - als de oude Ella Devos